# دیوروار
دیوروار (به مجاری:  Győrvár) یک شهرداری در مجارستان است که در واش واقع شده‌است. دیوروار ۱۶٫۵۹ کیلومتر مربع مساحت دارد.